# Motocross Madness
Motocross Madness är ett motocrossracingdatorspel utvecklat av Rainbow Studios och utgivet av Microsoft Game Studios år 1998. Uppföljaren heter Motocross Madness 2 (2000).